# Porte de la Mecque
 (juillet 2020).
La porte de la Mecque (en arabe : بوابة مكة, Bawwābāt Makka) ou porte du Coran (en arabe : بوابة القرآن, Bawwābāt al-Qurʾān) est une arche monumentale construite en 1979 au-dessus de l'autoroute Djeddah-La Mecque (province de la Mecque, Arabie saoudite). Elle marque l'entrée de la Mecque et par conséquent le début du haram de la ville, la zone interdite à tout non musulman.

## Symbolique du monument
La porte  présente la forme d'un lutrin pliant servant à recevoir un exemplaire du Coran, appelé riḥâl ou raḥl (arabe: رِِحال ou رَحْل). Et sur le lutrin repose un Coran ouvert.

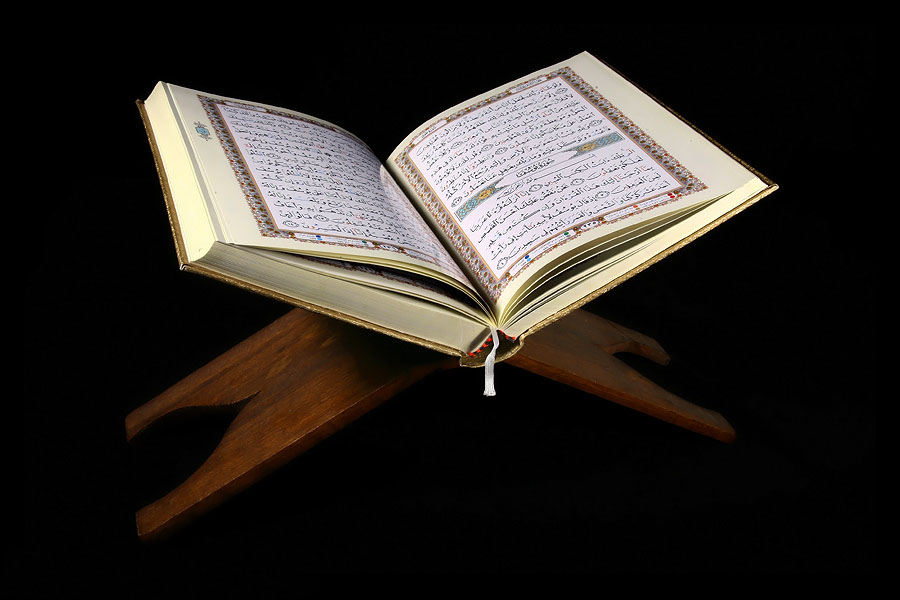
Coran sur un lutrin pliant (rihâl).